# Más que 2
Más que 2 fue un programa de televisión chileno emitido por Televisión Nacional de Chile, conducido por José Miguel Viñuela y Claudia Conserva. Su emisión debut fue el 3 de marzo de 2014 y terminó el 28 de noviembre de 2014, debido a su bajo índice de audiencia.[cita requerida]

## Equipo

### Conducción
- José Miguel Viñuela
- Claudia Conserva (hasta septiembre de 2014)[2]

### Panelistas
- María Luisa Godoy
- Conty Ganem
- Daniela Urrizola
- Felipe Camus
- Sergio Riesenberg

### Noteros
- Roberto Van Cauwelaert